# Henryk Gnoiński
Henryk Bolesław Gnoiński (ur. 1 stycznia 1891 w Józefowie koło Łodzi, zm. 19 sierpnia 1946 w Warszawie) – polski lekarz hematolog, współtwórca krwiodawstwa i krwiolecznictwa w Polsce.

## Życiorys

### Do końca I wojny światowej
Urodził się w rodzinie Alfonsa, ślusarza. Ukończył szkołę powszechną oraz gimnazjum Józefa Dąbrowskiego w Piotrkowie. W 1911 rozpoczął studia medyczne na Wydziale Lekarskim Uniwersytetu Jagiellońskiego. Działał w Zarzewiu (jako przewodniczący piotrkowskiego koła w latach 1910–1911), Drużynach Strzeleckich i Akademickim Kole Towarzystwa Szkoły Ludowej. Jako student był asystentem Zakładu Patologii Ogólnej UJ.
W czasie I wojny światowej pracował jako medyk w Wolskim Szpitalu Zakaźnym w Warszawie. Zorganizował służbę zdrowia warszawskiego batalionu Legionów Polskich. Podczas walk w szeregach batalionu na Wołyniu został ranny. Wrócił do pracy w Szpitalu Wolskim, następnie zaś w sanatorium dla chorych na płuca w Rudce. W 1918 brał udział w obronie Lwowa jako lekarz baonu 5 Pułku Piechoty Legionów. W 1919 przeniesiony do rezerwy w stopniu kapitana.

### Okres II RP
20 maja 1922 uzyskał na UJ dyplom lekarski, po czym ze względów rodzinnych powrócił do Warszawy. 1 października 1922 uzyskał etat u Franciszka Venuleta w Zakładzie Patologii Ogólnej i Doświadczalnej Uniwersytetu Warszawskiego. Pracował też w pod kierunkiem Kazimierza Rzętkowskiego w Klinice Chorób Wewnętrznych Szpitala św. Ducha, który stanowił pierwszą naukową placówkę internistyczną w Warszawie. 29 kwietnia 1932 otrzymał habilitację z patologii ogólnej na podstawie pracy Przemiana węglowodanowa a układ siateczkowo-śródbłonkowy. Zorganizował i kierował pracownią badań nad wydzielaniem wewnętrznym i witaminami w wytwórni farmaceutycznej Henryka Klawego. W 1935 założył Instytut Przetaczania Krwi Polskiego Czerwonego Krzyża przy ul. Smolnej 6 w Warszawie. Prowadził tam badania nad regeneracją krwi po skrwawieniach i pod wpływem przetaczania krwi świeżej i konserwowanej. Wykładał patologię krwi na UW. Jego badania i działalność przyczyniły się do nowego postrzegania krwi jako środka leczniczego oraz do popularyzacji idei honorowego krwiodawstwa.
W czasie II RP jako działacz społeczny związany był z Towarzystwem Lekarskim Warszawskim, Ligą Morską i Kolonialną oraz ze Związkiem Młodzieży Wiejskiej RP „Wici”. Był przyjacielem i osobistym lekarzem Wincentego Witosa.
W 1919 wziął ślub z bibliotekarką i działaczką społeczną Heleną Gnoińską z domu Drozdowicz, ofiarą zbrodni w Palmirach (1892–1940).

### Okres II wojny światowej i bezpośrednio po niej
Po wybuchu II wojny światowej w 1939 zorganizował stacje przetaczania krwi w Lublinie, Zamościu i Łucku. Po zakończeniu kampanii wrześniowej powrócił do pracy w PCK w Warszawie. Podczas okupacji niemieckiej prowadził wykłady z patologii ogólnej w ramach tajnych kompletów i w Szpitalu PCK na Okęciu. Pracował także w tajnych oddziałach wojskowych jako szef sanitarny Okręgu Warszawa Miasto Batalionów Chłopskich. W ramach BCh zorganizował Zielony Krzyż, na czele którego stanął. Szkolił też sanitariuszki BCh. W konspiracji używał pseudonimu „Profesor”. Na przełomie 1941/1942 przez kilka miesięcy mieszkał w Piotrkowie. W 1944, po upadku powstania warszawskiego (którego był uczestnikiem), objął funkcję szefa wydziału higieny i inspekcji sanitarnej PCK (którego tymczasowa siedziba mieściła się wówczas w Piotrkowie).
Po zakończeniu wojny, jesienią 1945, wszedł w skład zarządu PCK. W tym samym roku wstąpił do Polskiego Stronnictwa Ludowego. Na polecenie Ministra Zdrowia została mu powierzona organizacja stacji przetaczania krwi. Wykładał także biologię oraz podstawy biologiczne psychologii w Wyższej Szkole Higieny Psychicznej w Warszawie. W 1946 został profesorem patologii ogólnej w Akademii Lekarskiej w Gdańsku. Zmarł 19 sierpnia 1946 w wyniku ran odniesionych w wypadku samochodowym, do którego doszło w okolicach Mszczonowa na trasie Warszawa–Gdańsk
Pochowany został na Starym Cmentarzu Rzymskokatolickim w Piotrkowie.

## Odznaczenia
W 1931 został wyróżniony Krzyżem Niepodległości „za pracę w dziale odzyskania niepodległości”.
W 1938 otrzymał Złoty Krzyż Zasługi w uznaniu zasług w dziedzinie nauki.

## Upamiętnienia
Opiekę nad grobem Gnoińskiego sprawują uczniowie z Zespołu Szkół Centrum Kształcenia Zawodowego im. Wincetego Witosa w Bujnach.
W 1996 z inicjatywy kombatantów BCh w kościele p.w. św. Jakuba Apostoła w Piotrkowie Trybunalskim wmurowano tablicę upamiętniającą Gnoińskiego.
W 1998, w 40. rocznicę powstania ruchu honorowego krwiodawstwa w Polsce, wydano okolicznościowy medal z podobizną Gnoińskiego.
W przyjętej 12 lutego 2025 przez Senat RP Uchwale w 90. rocznicę narodzin krwiodawstwa w Polsce uznano Gnoińskiego i Polski Czerwony Krzyż za „ojców polskiego krwiodawstwa i krwiolecznictwa”.

## Publikacje
Publikował m.in. w „Polskim Archiwum Medycyny Wewnętrznej”, „Medycynie”, „Medycynie i Przyrodzie” na takie tematy jak: przemiana węglowodanowa, układ siateczkowo-śródbłonkowy, przetaczanie i konserwowanie krwi.
Wybrane publikacje:
- Przemiana cholesterynowa a układ siateczkowo-śródbłonkowy, Warszawa, 1927.
- Przemiana węglowodanowa a układ siateczkowo-śródbłonkowy, Warszawa, 1931.
- Rozwój idei przetaczania krwi, Warszawa, 1937.
- O przetaczaniu krwi, Warszawa, 1938.